# Вулиця Холодноярська (Львів)
Вулиця Холодноярська — вулиця у Франківському районі міста Львова, в місцевості Кульпарків. Пролягає від безіменного проїзду, що прямує вздовж залізниці, до вулиці Лук'яна Кобилиці. Прилучається вулиця Кишинівська.

## Історія та забудова
Сучасна вулиця Холодноярська виникла шляхом злиття двох вулиць. Старіша її ділянка з 1954 року мала назву вулиця Макарова. У 1992 році від цієї ділянки виокремили нинішню вулицю Кобринської. Новітня ділянка Холодноярської вулиці не пізніше 1975 року отримала назву вулиця Сонячна Нова, а близько 1984 року була перейменована на вулицю Новосонячну. У 1993 році частина вулиці Макарова та вулиця Новосонячна утворили нову вулицю, яка отримала назву на честь героїв Холодного Яру.
Вулиця має типову для Кульпаркова садибну забудову. Переважають одно- та двоповерхові конструктивістські типові будинки 1930-х—1960-х років, трапляються й сучасні садиби.